# Andronik I. Trapezuntski
Andronik I. (grčki Ανδρόνικος Α΄; latinski Andronicus; turski Trabzonlu I. Andronikos) (? - 1235.) bio je car Trapezuntskog Carstva 1222. – 1235. Znan je i kao Andronik Gidos (Ανδρόνικος Γίδος).
Njegovi su roditelji nepoznati. Postoji mogućnost da je njegovo prezime povezano s grčkom riječi za kozu - γίδα. Druga je mogućnost da je prezime helenizirano, te je možda zapravo latinskog podrijetla. To je dovelo neke znanstvenike na ideju da to prezime treba povezati s Guyom od Hautevillea.
Moguće je da je car Andronik bio general nicejskog cara Teodora I. Laskarisa.
Andronik je oženio princezu Komnenu, kćer carice Teodore i cara Aleksija I. Trapezuntskog. Aleksije je imao sinove Ivana i Manuela (kasnije Manuel I. Trapezuntski). Ipak, Ivan, premda stariji sin, nije naslijedio prijestolje.
Nakon što je Aleksije umro, Andronik ga je naslijedio. Nije jasno zašto je to bilo tako jer se čini da su Aleksijevi sinovi bili dovoljno stari da dođu na vlast. Tijekom okupacije Sinopa, Kaykaus I. je prijetio da će ubiti Aleksija, ali građani su mu rekli da se ne boje jer njihov vladar ima sinove spremne za preuzimanje vlasti.
Tijekom Andronikove je vladavine došlo do jačanja kulta sv. Eugena Trapezuntskog. Turci Seldžuci su napali Trapezunt; prema legendi, sam se Eugen ukazao turskom vladaru Meliku.
Sultan Jalaladdin je sklopio savez s Andronikom.
Nakon što je Andronik umro, naslijedio ga je šogor Ivan; Andronik nije imao djece.